# 台灣特殊教育學校列表
臺灣特殊教育學校列表，列出臺灣各公私立特殊教育學校，以地區作排序。
|    | 學校名稱                     | 創立 時間 | 學校地址                            | 校地 （公頃） | 代碼   | 網址                        |
| -- | ---------------------------- | --------- | ----------------------------------- | ------------- | ------ | --------------------------- |
| 1  | 國立基隆特殊教育學校         | 1998年    | 基隆市七堵區堵南街20號              | 2.1893        | 170F01 | 首頁 （页面存档备份，存于） |
| 2  | 臺北市立啟聰學校             | 1917年    | 臺北市大同區重慶北路三段320號       | 2.5974        | 363F01 | 首頁（页面存档备份，存于）  |
| 3  | 臺北市立臺北特殊教育學校     | 1989年    | 臺北市士林區忠誠路二段207巷3號      | 1.4259        | 413F01 | 首頁 （页面存档备份，存于） |
| 4  | 臺北市立啟明學校             | 1917年    | 臺北市士林區忠誠路二段207巷1號      | 1.4618        | 413F02 | 首頁（页面存档备份，存于）  |
| 5  | 臺北市立文山特殊教育學校     | 2002年    | 臺北市文山區秀明路一段169號         | 1.2922        | 383F01 | 首頁（页面存档备份，存于）  |
| 6  | 新北市立新北特殊教育學校     | 1994年    | 新北市林口區文化北路一段425號       | 5.0612        | 010F01 | 首頁 （页面存档备份，存于） |
| 7  | 桃園市立桃園特殊教育學校     | 1992年    | 桃園市桃園區德壽街10號              | 4.2305        | 030F01 | 首頁（页面存档备份，存于）  |
| 8  | 國立新竹特殊教育學校         | 2011年    | 新竹縣竹北市 光明六路東二段201號    | ?             | 040F01 | 首頁（页面存档备份，存于）  |
| 9  | 國立苗栗特殊教育學校         | 1999年    | 苗栗縣苗栗市經國路4段825號          | 1.8847        | 050F01 | 首頁 （页面存档备份，存于） |
| 10 | 臺中市立臺中特殊教育學校     | 2000年    | 臺中市南屯區公益路二段296號         | 4.5439        | 190F02 | 首頁（页面存档备份，存于）  |
| 11 | 臺中市立啟聰學校             | 1956年    | 臺中市西屯區協和里安和路1號         | 6.9681        | 190F01 | 首頁（页面存档备份，存于）  |
| 12 | 臺中市立啟明學校             | 1956年    | 臺中市后里區三豐路三段936號         | 2.2084        | 063F01 | 首頁 （页面存档备份，存于） |
| 13 | 臺中市私立惠明盲校           | 1961年    | 臺中市大雅區雅潭路280號             | 0.5562        | 061F01 | 首頁（页面存档备份，存于）  |
| 14 | 國立彰化特殊教育學校         | 1994年    | 彰化縣社頭鄉中山路一段306號         | 3.8273        | 070F02 | 首頁（页面存档备份，存于）  |
| 15 | 國立和美實驗學校             | 1968年    | 彰化縣和美鎮鹿和路六段115號         | 5.6372        | 070F01 | 首頁（页面存档备份，存于）  |
| 16 | 國立南投特殊教育學校         | 2013年    | 南投縣南投市中興新村仁德路200號     | 1.97          | 080F01 | 首頁 （页面存档备份，存于） |
| 17 | 國立雲林特殊教育學校         | 1999年    | 雲林縣斗南鎮新崙路100號             | 3.0474        | 090F01 | 首頁 （页面存档备份，存于） |
| 18 | 國立嘉義特殊教育學校         | 1994年    | 嘉義市西區世賢路二段123號           | 6.4491        | 200F01 | 首頁 （页面存档备份，存于） |
| 19 | 國立臺南特殊教育學校         | 1976年    | 臺南市安南區長和街二段74號          | 2.4301        | 210F01 | 首頁 （页面存档备份，存于） |
| 20 | 國立臺南大學附屬啟聰學校     | 1891年    | 臺南市新化區信義街52號              | 7.6800        | 110F01 | 首頁 （页面存档备份，存于） |
| 21 | 高雄市立仁武特殊教育學校     | 2000年    | 高雄市仁武區八卦里澄觀路1389號      | 5.5389        | 124F01 | 首頁（页面存档备份，存于）  |
| 22 | 高雄市立楠梓特殊學校         | 1998年    | 高雄市楠梓區德民路211號             | 4.5913        | 543F01 | 首頁（页面存档备份，存于）  |
| 23 | 高雄市立高雄特殊教育學校     | 1982年    | 高雄市苓雅區憲政路233巷2號          | 1.5125        | 583F01 | 首頁（页面存档备份，存于）  |
| 24 | 高雄市立成功特殊教育學校     | 1996年    | 高雄市前鎮區復興三路3號             | 2.1340        | 593F01 | 首頁                        |
| 25 | 國立屏東特殊教育學校         | 2011年    | 屏東縣潮州鎮 光春路311號            | 0.6454        | 130F01 | 首頁 （页面存档备份，存于） |
| 26 | 國立宜蘭特殊教育學校         | 1998年    | 宜蘭縣五結鄉國民中路22之20號        | 1.6996        | 020F01 | 首頁（页面存档备份，存于）  |
| 27 | 國立花蓮特殊教育學校         | 1992年    | 花蓮縣吉安鄉宜昌村六鄰中山路二段2號 | 5.8657        | 150F01 | 首頁 （页面存档备份，存于） |
| 28 | 國立臺東大學附屬特殊教育學校 | 2011年    | 臺東縣臺東市中興路三段401巷170號    | ?             | 140F01 | 首頁（页面存档备份，存于）  |

## 備註
1. ↑  . 國立基隆特殊教育學校.   [2012-10-22]. （原始内容存档于2012-08-27）.
2. ↑  .   [2012-10-20]. （原始内容存档于2016-03-04）.
3. ↑  原為國立彰化仁愛實驗學校，招生肢體障礙學生，2005年增設高中部普通班，招生一般學生，更名為國立和美實驗學校
4. ↑  . 國立南投特殊教育學校.   [102年8月1日]. （原始内容存档于2014-04-07）.
5. ↑  . 國立嘉義啟智學校.   [2012-10-22]. （原始内容存档于2020-08-06）.
6. ↑  .   [2015-07-22]. （原始内容存档于2021-03-09）.
7. ↑  .   [2012-10-21].[永久]
8. ↑  王子珍. . 大紀元. 2006-05-08  [2012-10-21]. （原始内容存档于2011-12-06）.
9. ↑  . 國立宜蘭特殊教育學校.   [2012-10-21]. （原始内容存档于2015-09-17）.

## 外部連結
- 教育部特殊教育通報網 （页面存档备份，存于）
- 全國特殊教育資訊網 （页面存档备份，存于）
- 教育部國教署優質特教發展網絡系統暨教學支援平台